# Евмений (Титов)
Епископ Евмений (в миру — Евдоким Титов иногда — Евдоким Тит) — епископ Русской Древлеправославной церкви, управляющий старообрядческими приходами на территории Румынии (с 2000 по 2006 годы пребывал в юрисдикции Древлеправославной церкви России).

## Биография
В 1990 году был последовательно рукоположен в сан диакона и пресвитера, а после иноческого пострига хиротонисан архиепископом Геннадием (Антоновым) во епископа и назначен управляющим старообрядческими приходами в юрисдикции Русской Древлеправославной церкви на территории Румынии с титулом епископ Тульчинский.
5 марта 1995 года вместе с архиепископом Геннадием (Антоновым) принимал участие в хиротонии во епископа на Московскую кафедру епископа Аристарха (Калинина).
В 2000 году присоединился к юрисдикции Древлеправославной церкви России для которой рукоположил во епископа Аполлинария (Дубинина). 13-14 ноября 2003 года прошел Освященный Собор, который упорядочил административное устройство Курской епископии, по которому утверждено положение об автономности Курской епископии и епископии Тульчинской и всея Румынии, при верховном духовном окормлении Церкви епископом Евмением. 14 ноября 2003 года был возведён в сан архиепископа.
29 января 2006 года написал покаянное письмо и возвратился в юрисдикцию Русской Древлеправославной церкви, хотя часть румынских старообрядцев и епископ Аполлинарий (Дубинин) отрицают подлинность покаянного письма.
Проживает в селе Сарикёй в Румынии.